# Masúd Pezeškján
Mas'úd Pezeškíán (persky مسعود پزشکیان‎; * 29. září 1954 Mahábád) je íránský kardiochirurg a politik, od července 2024 devátý prezident Íránu. Úřadu se ujal složením slibu 30. července 2024. Ve věku 69 let se stal nejstarší osobou v tomto úřadu.
V letech 2008–2024 působil jako poslanec parlamentu, mezi roky 2016 a 2020 působil jako místopředseda parlamentu a v období 2001–2005 působil jako ministr zdravotnictví ve vládě Muhammada Chátamího.

## Mládí a vzdělání
Narodil se 29. září 1954 v Mahábádu v Západním Ázerbájdžánu do rodiny íránského Ázerbájdžánce a íránské Kurdky. Po absolvování střední školy se v roce 1973 přestěhoval do Zábolu, kde absolvoval vojenskou službu. V této době se u něj projevil zájem o medicínu. Zúčastnil se irácko-íránské války. V roce 1985 dokončil studium praktického lékařství a začal vyučovat fyziologii na lékařské fakultě.
Po válce pokračoval ve studiu všeobecné chirurgie na Tabrízské univerzitě lékařských věd. V roce 1993 získal subspecializaci v oboru kardiochirurgie na Íránské univerzitě lékařských věd. Později se stal specialistou na srdeční chirurgii a mezi roky 1994–1999 zastával post prezidenta Tabrízské univerzity lékařských věd.

## Politická kariéra
Svou politickou kariéru zahájil v roce 1997 jako náměstek ministra zdravotnictví ve vládě Muhammada Chátamího. O čtyři roky později byl jmenován ministrem zdravotnictví, funkci vykonával do roku 2005. Mimo jiné byl několikrát zvolen do íránského parlamentu, přičemž v letech 2016–2020 byl jeho prvním místopředsedou.
Se ziskem 44,36 % hlasů vyhrál první kolo přímé prezidentské volby v roce 2024. Ve druhém rozhodujícím kole zvítězil s 54,76 %.

## Soukromý život
Jeho manželka byla gynekoložka. Měli spolu čtyři děti. Manželka a nejmladší syn zemřeli v roce 1993 při autonehodě.
Vedle perštiny hovoří také ázerbájdžánsky, kurdsky, arabsky a anglicky.